# Barbuda (moneda)
Barbuda es el nombre de una antigua moneda portuguesa, en circulación en tiempos de Fernando I de Portugal (1367-1383). Mostraban un tipo de yelmo que, conocido entonces como barbuda, da el nombre a la moneda.
En el anverso figuraba la efigie del rey, con las letras CR a la izquierda y la letra U a la derecha, enmarcada en un círculo; todo ello estaba envuelto en la leyenda + SIDNS MIHI AIUTOR I NON TIME(BO)  (= Sea Jesús Nuestro Señor mi ayuda. No temeré").  El reverso mostraba una cruz de brazos iguales con escusón de quinas; la cruz dividía la moneda en cuatro partes, habiendo en cada una un castillo de tres torres. Todo el reverlo estaba enmarcado en un círculo y en la leyenda + FERNANDUS REX PORTUGALL. Estaba acuñada en plata y pesaba en torno a 4,20 gramos.
Por un testamento de 1375 se sabe que la barbuda equivalía a 25 cruzados, lo que la equiparaba al valor de un maravedí.